# Setétkút
Setétkút (szlovákul: Jesenské, 1945-1992 közt (a megálló neve mai napig): Jesenské Údolie) kisközség Szlovákiában, a Nyitrai kerület Lévai járásában.

## Fekvése
Lévától 18 km-re délnyugatra, a Garammenti-dombság északkeleti részén fekszik.

## Története
Területén már a kora középkorban település állt. Ezt bizonyítja az itt feltárt 9. századi sír és 11. századi temető.
A mai falut 1251-ben „Sytetkuth” néven említik először. Helyi nemesek birtoka volt. 1573-ban a török pusztította, de később újratelepítették. 1657-ben már „Setétkút” néven említik.
A 18. század végén Vályi András így ír róla: „SETÉTKÚT. Tót falu Bars Várm. földes Urai Emödy, és Balog Urak; határja síkos, és jó, fája, legelője van; malma is alkalmatos.”
A 19. század közepén Fényes Elek eképpen írja le: „Setétkút, tót-magyar falu, Bars vgyében, 99 kath., 6 ref. lak. F. u. többen. Ut. p. Verebély.”
1892-ben Barsbeséhez csatolták, a korabeli forrásokban Setétkút-major néven szerepel.
Borovszky monográfiasorozatának Bars vármegyét tárgyaló része szerint: „Setétkút négy elpusztult telkéről az 1657-iki összeírás emlékezik meg. Előzőleg már 1573-ban is a török pusztította. A mult században még önálló község volt. Földesura az ősi Lüley család volt. Az 1852-iki nov. 23-iki ősiségi pátens alapján a zálogbirtokos Kelecsényi Zsigmond és Rafael tulajdonává lett.”
A trianoni diktátumig Bars vármegye Verebélyi járásához tartozott. 1926-ban önálló község lett, de a magyarok 1939-ben ismét visszacsatolták Barsbeséhez. 1939 és 1945 között újra Magyarország része volt. 1945-től rövid ideig Jesenské Údolie néven ismét önálló község, de hamarosan visszacsatolták Barsbeséhez. 1992. július 1-jétől Jesenské néven önálló községgé alakult.

## Népessége
| Év:            | 1994. | 2004.   | 2014. | 2024.    |
| -------------- | ----- | ------- | ----- | -------- |
| Emberek száma: | 49    | 51      | 51    | 44       |
| Eltérés:       |       | +4,08 % | +0 %  | -13,72 % |

| Év:            | 2023. | 2024. |
| -------------- | ----- | ----- |
| Emberek száma: | 44    | 44    |
| Eltérés:       |       | +0 %  |

1880-ban 68-an lakták, ebből 65 magyar és 3 szlovák anyanyelvű.
1890-ben 75 lakosából 66 magyar és 9 szlovák anyanyelvű.
2001-ben 35 lakosából 33 fő szlovák és 2 magyar volt.
2011-ben 45 lakosából 41 szlovák, 2 cseh, 1 magyar és 1 ismeretlen nemzetiségű volt.
2021-ben 49 lakosából 45 szlovák, 1 magyar, 1 egyéb és 2 ismeretlen nemzetiségű volt.

## Nevezetességei

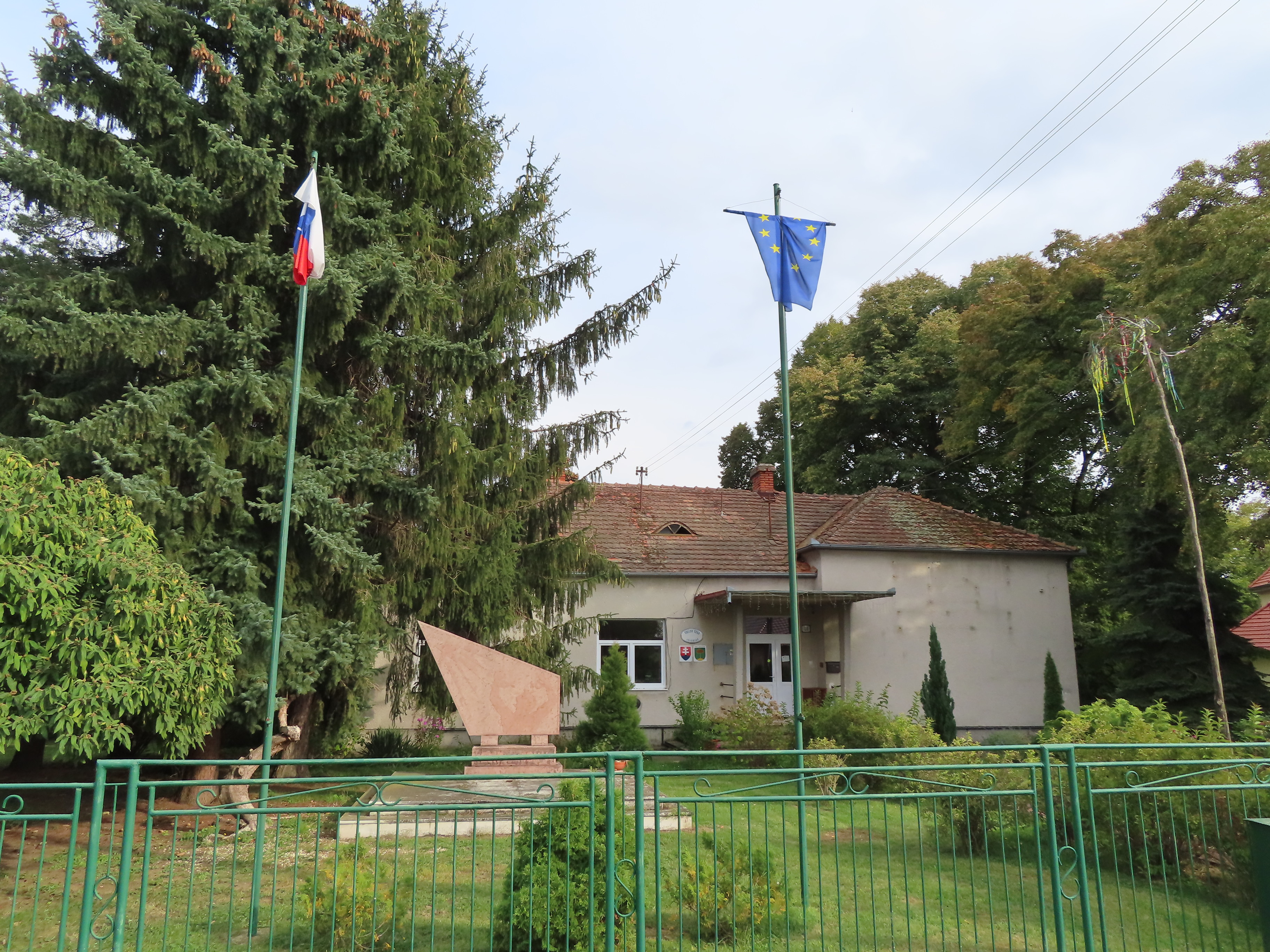
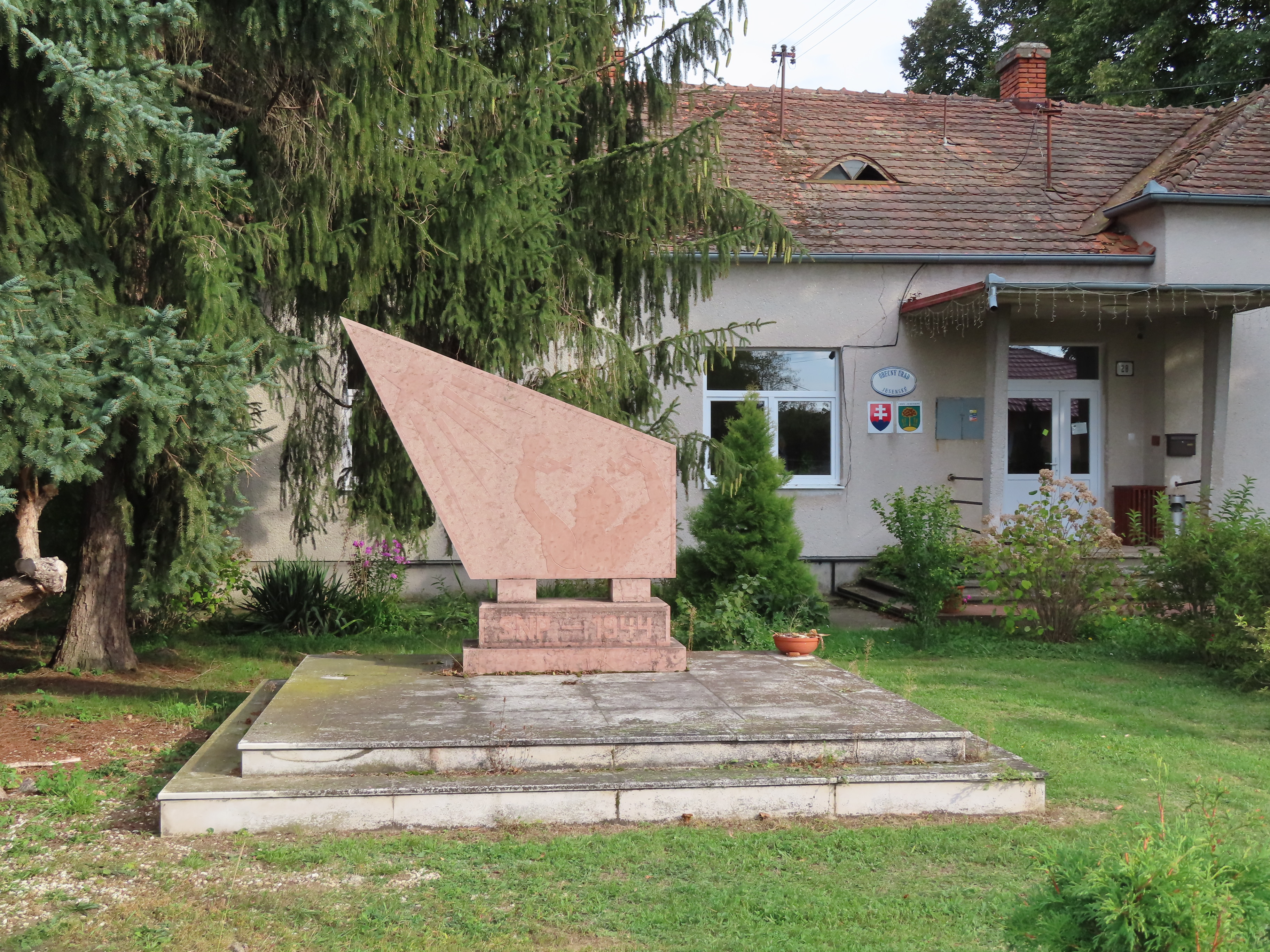

- Bosco Szent János tiszteletére szentelt, római katolikus temploma 1938-ban épült. Vitrázsablakait Jan Říha brünni műhelye készítette.[9]
- Nepomuki Szent János szobra 1783-ban készült, 1930-ban megújították.

## Külső hivatkozások
- Községinfó
- Setétkút Szlovákia térképén
- E-obce.sk Archiválva 2008. március 29-i dátummal a Wayback Machine-ben
- A község a Barsi régió honlapján